# Seznam osobností vyznamenaných 28. října 2000
Toto je seznam osobností, které prezident České republiky Václav Havel vyznamenal nejvyššími státními vyznamenáními 28. října 2000.

## Řád Bílého lva
- Willy Brandt, in memoriam, německý politik
- Bruno Kreisky, in memoriam, rakouský politik
- Olof Palme, in memoriam, švédský politik
- Johannes Rau, německý prezident
- plukovník v.v. Pravomil Raichl
- divizní generál letectva Vilém Stanovský, in memoriam

## Řád Tomáše Garrigua Masaryka

### II. třídy
- Ing. Josef Lux, in memoriam
- Rudolf Jílovský, in memoriam

### III. třídy
- Prof. Dr. Jiří Horák
- Prof. Dr. Michael Novak
- Prof. PhDr. Milan Machovec, DrSc.

### IV. třídy
- JUDr. Ing. Jaroslav Musial
- Prof. Dr. Hans Dieter Zimmermann
- Prof. PhDr. Miloš Tomčík, DrSc.

## Medaile Za hrdinství
- Tomáš Bayer
- Vlastimil Hrbek
- Boris Kovaříček, in memoriam
- Vlasta Mařáková-Charvátová

## Medaile Za zásluhy

### I. stupeň
- Olga Fierzová, in memoriam
- prof. Eiichi Chino
- Dr. Clara Janésová
- Jeri Laberová
- Bruno Leuthold
- prof. Radovan Lukavský
- Arnošt Lustig
- Ivan Moravec
- Theodor Pištěk
- prof. PhDr. Rio Preisner
- prof. ThDr. Josef Bohumil Souček, Dr. h.c., in memoriam
- PhDr. Milan Uhde
- prof. MUDr. Václav Vojta, in memoriam
- Jindřich Waldes, in memoriam

### II. stupeň
- prof.Dr. Peter Demetz
- Markéta Goetz-Stankiewiczová
- Miroslav Horníček
- Mons. Pavel Kučera
- Sestra Akvinela
- plukovník v.v. Jiří Louda
- Klement Lukeš
- Stanislav Stránský

### III. stupeň
- PhDr. Petra Procházková
- Ing. Jaromír Štětina